# Жижек, Славой
Сла́вой Жи́жек (словен. Slavoj Žižek, р. 21 марта 1949, Любляна, СФРЮ) — словенский культуролог и социальный философ фрейдомарксистского толка. Живёт и работает в городе Любляна. Переводчик и интерпретатор Жака Лакана, учение которого наряду с марксизмом служит основным инструментом для анализа культуры. Основатель (совместно с Растко Мочником и Младеном Доларом) Люблянской школы психоанализа (школы теоретического психоанализа) — единственной восточноевропейской школы, добившейся международного признания после распада Восточного блока.

## Биография
Славой Жижек родился в Любляне в семье ортодоксальных коммунистов. Его отец работал в компании, которая экспортировала комплектующие для микроэлектроники в Германию. Мать была начальником отдела снабжения центральной больницы Любляны. Жижек учился в школе с немецкой классической системой образования — Бежиградской гимназии (словен.). Он с отличием окончил школу, хотя, как позже вспоминал, учёба не была ему особенно интересна, в отличие от популярной литературы и кино, которыми увлекался. С 13 лет Жижек мог свободно читать по-английски, предпочитая в основном детективы. Городская фильмотека давала возможность смотреть западное кино. По воспоминаниям Жижека, он иногда смотрел по несколько американских и европейских фильмов в день, пять дней в неделю. Его отец хотел, чтобы сын стал экономистом, однако сам Жижек уже в 16 лет осознал, что ему интересна только философия, а в 17 ему стало ясно, что будет заниматься философией всю жизнь.

### В Люблянском университете
В Люблянском университете Жижек особое внимание уделял изучению французских структуралистов, которые формально не были включены в учебный план. Университет окончил в 1971 году, получив степень бакалавра гуманитарных наук. Он подготовил 400-страничную магистерскую диссертацию «Теоретическая и практическая значимость французского структурализма», посвящённую анализу трудов Лакана, Деррида, Делёза, Кристевой и Леви-Стросса. Несмотря на высокий уровень написанной работы, Жижеку не хотели присуждать магистерскую степень, поскольку он не включил в текст главу о марксистской критике структурализма. Даже после внесения требуемых дополнений комиссия сочла его работу недостаточно марксистской, и ему не дали место в аспирантуре и работу в университете. Друг Жижека Младен Долар вспоминал: «Славой был настолько харизматичен и великолепен, что они побоялись разрешить ему преподавать в университете, чтобы он не стал безгранично властвовать на философском факультете и не приобрел влияние на студентов». Тем не менее в 1975 году он получил степень магистра гуманитарных наук.
Жижек, у которого уже были жена и ребёнок, оказался без работы. В течение четырёх лет (с 1973 по 1977 год) он зарабатывал, переводя философские тексты с немецкого языка. Тем не менее, по словам самого Жижека, именно тогда он сформулировал свои основные идеи. В 1977 году, благодаря поддержке некоторых бывших преподавателей, Жижек стал работать в марксистском центре Центрального комитета Союза коммунистов Словении — организации, которая должна была стать «мозговым центром» и отслеживать интеллектуальные веяния на Западе. На практике марксистский центр занимался рутинной бюрократической работой, готовил речи для лидеров партии. Помимо партийной пропаганды, у Жижека была возможность писать философские статьи, участвовать в международных конференциях в Италии и во Франции. В 1979 году устроился младшим научным сотрудником в Институт социологии Словении. В 1981 году закончил диссертацию по немецкой классической философии и получил степень доктора гуманитарных наук.
С 1981 по 1985 год изучал психоанализ в Университете Париж VIII у Жак-Алена Миллера (зятя Лакана) и Франсуа Реньо, где получил доктора философии по психоанализу. В конце 1980-х годов Жижек вернулся в Словению, где вел колонку в левой газете «Младина». Участвовал в основании Либерально-демократической партии, от которой баллотировался на пост президента Словении в апреле 1990 года, но неудачно (занял четвёртое место из четырёх возможных). С этого момента он занимается только исследовательской деятельностью. Международную известность принесла Жижеку книга «Возвышенный объект идеологии» (1989), которая вышла одновременно в Лондоне и Нью-Йорке. Она выдержала десяток переизданий на английском языке и была переведена во многих странах мира. С этого времени возникает постоянный интерес англо-американской университетской философии к работам Жижека.
Жижек занимает откровенно политическую и часто полемическую позицию, допускающую неуважительный стиль и необычные публичные выступления: он совмещает претензии высокой теории с манерами рок-звезды, пользуясь вниманием СМИ. Называет себя «воинствующим атеистом», но «христианским атеистом».

### Жижек и кинематограф
- «Случай»

Широким кругам кинозрителей Жижек известен как интерпретатор фильмов Линча, Хичкока и других режиссёров. В популярной форме его суждения изложены в документальной ленте «Киногид извращенца».

### Жижек и документальное кино
Жижек также снялся в документальных фильмах:
- «Возлюби свой симптом, как самого себя![англ.]» (нем. Liebe Dein Symptom wie Dich selbst!, 1996),
- «Реальность виртуального[англ.]» (англ. The Reality of the Virtual, 2004),
- «Жижек![англ.]» (англ. Zizek!, 2005),
- «Киногид извращенца» (англ. The Pervert's Guide to Cinema, 2006),
- «Исследуемая жизнь» (англ. Examined Life),
- «Маркс Перезагрузка» (англ. Marx Reloaded, 2011),
- «Киногид извращенца: Идеология[англ.]» (англ. The Pervert's Guide to Ideology, 2012).
- «Катастройка» (англ. Catastroika) — Infowar productions (2012)

## Философия
Философия Жижека утверждает возвращение классического субъекта философии в духе его модерного понимания в немецкой классической философии, однако этот возврат осуществляется в парадоксальном ключе: лакановские децентрированность и отчуждение — невозможность позитивного существования, неустранимая «нехватка» из-за фундаментальной неспособности удовлетворения желания — являются имманентными характеристиками субъекта. Творчество Жижека нацелено против ведущих теоретиков современной леволиберальной академической среды (Жак Деррида, Мишель Фуко, Юрген Хабермас, Джорджо Агамбен, Жиль Делёз); его работы провозглашают радикальный разрыв с постмодернизмом и постструктурализмом (включая все версии деконструкции, постницшеанства и постхайдеггерианства), прежде всего с их подходом к этике, который рассматривается Жижеком как религиозный. Жижеку важно восстановить «сильное» декартовское понятие субъекта, поскольку картезианский субъект, «когито», является мишенью для критики с самых разных сторон — от постмодернизма до когнитивизма, экологизма и феминизма.
С одной стороны, с помощью лаканианской теории идеологии Жижек анализирует парадоксы современного либерально-потребительского подхода к субъекту, одновременно циничного и политически конформистского. С другой стороны, Жижек пытается актуализировать нечасто обсуждаемый после 1989 года вопрос о возможности политических изменений.
Работы Жижека характеризуются ярким, часто полемическим стилем, в них затрагивается широкий спектр сюжетов — от политики до поп-культуры. Интерес к капитализму, революционной политике и психоанализу сближает Жижека с франкфуртской школой, с Теодором Адорно, хотя интеллектуальная близость достаточно условна: в отличие от Адорно для Жижека поп-культура служит источником идей. Жижек рассматривается как представитель традиции социальной критики экономики.

### Влияние Лакана. Субъект и Реальное
Согласно Лакану, воображаемое «эго», идентичность ребёнка формируется в результате узнавания себя в зеркале. Данный образ не является его подлинной идентичностью: между ним и телесным опытом ребёнка возникает неустранимая дистанция. «Эго» с самого начала находится в воображаемом измерении, а субъект — в символическом мире языка, что означает отчуждение. Однако Воображаемое можно сконструировать только при его интеграции в символический порядок. Переход из Воображаемого в Символическое имеет в большей степени логический, а не хронологический характер: ребёнок пребывает в символическом измерении ещё до рождения. Образ в зеркале тоже подтверждается символическим Другим. Ребёнок становится субъектом, входя в мир языка и подчиняясь его закону: означающему, что приводит к отношениям власти и подчинения, которые и есть логика означающего. Воплощением этой примордиальной власти (символического «Закона») становится символическое «Имя-Отца».
В психоанализе Лакана субъект отчуждается и «омертвляется» в момент символического рождения, поскольку символический порядок находится в неустранимом конфликте с телесным опытом. Субъект конституируется отчуждением, ему внутренне присуща нехватка «наслаждения» (jouissance), утраченная полнота самого субъекта. Наслаждение (запрещённым объектом которого является досимволическое Реальное, «мать») приносится в жертву «Имя-Отцу» при вхождении в символический мир языка и социального. Утрата / запрет наслаждения являются источником желания («воли к наслаждению»), которое навсегда остается в субъекте, подталкивая его к бесконечному поиску наслаждения. Акт власти (символический «Закон») производит и постулирует мысль об утраченной полноте. Достигнув объекта наслаждения, субъект осознаёт, что это вовсе не то, чего он желал: ни один объект не способен вернуть утраченное наслаждение, неудачи только сохраняют желание. Идентичность субъекта невозможна, что служит причиной все новых и новых попыток обрести наслаждение, причем не только в детской, но и во взрослой жизни.
Переопределяя понятие субъекта, Жижек опирается на Лакана: в отличие от трактовки Луи Альтюссера, у которого процесс субъективации создаёт субъекта, а идеология интерпеллирует индивидов, у Жижека субъект первичен по отношению к акту субъективации. Интерпелляция никогда не бывает завершённой, а субъект есть не положительная сущность, а «отсутствующее» пустое место, возникающее в символическом измерении, где осуществляются разнообразные процессы субъективации. Основанный на лакановском воображаемом непризнании «сильный субъект» Жижека не есть идеалистический картезианский абсолютный субъект, он — разрыв, дыра в структуре Символического. Жижек обнаруживает в диалектике Гегеля (с помощью лакановского психоанализа) «утверждение различия и случайности — абсолютное знание само по себе есть не что иное, как теория определенного рода радикальной утраты»:354. Сущностная нехватка самого субъекта аналогична фрейдовскому «влечению к смерти»: для Жижека неизбежен вечный и неустранимый разрыв между желанием и удовлетворением, связанный с объективным существованием человека в символическом измерении языка и общества. Жижек пишет:
«Влечение к смерти» — это не столько биологический факт, сколько указание на то, что психический аппарат человека подчинён слепому автоматизму колебаний между стремлением к удовольствию и самосохранением, взаимодействию между человеком и средой.
Поскольку объективный социальный порядок (макроуровень общества) существует только когда индивиды его признают, то методологическая проблема неоправданного перехода от уровня индивида к обществу разрешается изначальным присутствием данной дихотомии человек — общество в сознании индивида. Задача состоит не в том, как совместить индивидуальный уровень анализа с социальным, а в том, как нужно структурировать символический порядок, чтобы индивид сохранял своё нормальное «здоровье» и «функционирование». Концепция «расщепленного» субъекта используется для анализа общества, истории и обоснования радикальной политики. Лакановское влияние подразумевает три сферы символического измерения: Реальное, Символическое и Воображаемое, своего рода «поля силы», которые присутствуют в любом ментальном действии. Общество (социальная реальность) организовано Символическим. Социально-символическому порядку присущи неизменные неполнота и нехватка, которые восполняются фантазией — Воображаемым, поддерживающим социальный порядок в качестве дополнения и компенсации за изначальную расщеплённость и нехватку субъекта. Воображаемое имеет социальную «природу»: благодаря работе Воображаемого социально-символическая реальность становится непротиворечивой и целостной.
Реальное — ключевое понятие Жижека. Область Реального противится символическому означиванию: Символическое пытается установить контроль над ним с помощью Воображаемого, хотя само Реальное невозможно артикулировать. Включённый в символическое измерение субъект находится в неоднозначных отношениях с Реальным, подавляя своё наслаждение. Измерение Реального представляется «слепящим солнцем», разрывом в символическом пространстве, не поддающимся концептуализации. Разрыв между символической реальностью и Реальным подразумевает отчуждение и «неподлинность» любого социального порядка. Вместе с тем, фундаментальная невозможность тотального контроля оставляет шанс для исторических изменений и свободного человеческого действия. Не следует понимать Реальное в вульгарно-марксистском смысле как некую конечную действительность. Не является оно и кантовской «вещью в себе». Реальное — по сути ничто, оно не существует в позитивном смысле и не имеет онтологической устойчивости. Реальное есть пробел, разрыв, результат деформаций в символическом измерении. Оно не имеет смысла и чувственно непознаваемо. Жижек инвертирует формулу Лакана о «гримасе Реального»: Реальное теперь только «гримаса реальности». Находясь по другую сторону символической реальности и представляя собой её изнанку, Реальное является не причиной, а скорее ретроактивным эффектом разрывов или деформаций. Классический пример Реального — СПИД. Люди по-разному объясняют СПИД: некоторые считают, что это наказание для гомосексуалов, божья кара за нехристианский образ жизни. Другие видят в нем план ЦРУ по уменьшению населения в Африке, а третьи считают, что он есть результат человеческого вмешательства в природу. Все три объяснения сосредоточены вокруг жестокого факта, что болезнь существует вне зависимости от приписываемых ей причин. Иными словами, СПИД есть вторжение Реального.
В соответствии с логикой постоянного разрыва, реабилитируются Марксова критика политэкономии, классовая борьба, диалектический материализм, который в трактовке Жижека подразумевает принципиальную неполноценность реальности, отсутствие целостности, что выражается в наличии бытия и сознания. Материализм понимается не как наличие объективной реальности и стороннего наблюдателя, а как невозможность целостного отображения реальности, которую нельзя концептуализировать без разрывов. Жижек пишет:
Материализм подразумевает, что реальность, которую я вижу, никогда не является «целым», — не потому, что значительная её часть ускользает от меня, а потому, что она содержит «слепое пятно», указывающее на мою вовлечённость в неё.
К «фундаментальным категориям» диалектического материализма относится и «влечение к смерти». Схожим образом осуществляется реабилитация «экономоцентризма» Маркса, который трактуется не в эссенциалистском ключе, а скорее негативно, как альтернатива тотализации современного социально-символического порядка. Экономика понимается Жижеком не в «онтическом» смысле (как нечто, доступное эмпирическому исследованию), а в «онтологическом», как своего рода матрица, создающая социальные и политические отношения. «Пролетариат» является синонимом Реального, будучи у Жижека скорее мифичным и воплощая невозможность общества: как и классовая борьба, понятие используется в полемических целях для противостояния либеральной доксе.

### Концепция идеологии
Реальное маскируется и искажается с помощью идеологии, для защиты субъекта от возможного столкновения с ним. Жижек отвергает традиционный («марксистский») подход к идеологии, в котором она трактуется как ложные убеждения и пристрастные моральные нормы. Не устраивают его и постмодернистская критика модернистской объективной истины. Взяв за основу альтюссеровскую теорию идеологии, и, подвергнув её ревизии, Жижек рассматривает идеологию в трёх аспектах: во-первых, как совокупность идей, взглядов, теорий, систем аргументации, во-вторых, как альтюссеровские «идеологические аппараты государства» (материальное выражение идеологии) и, в-третьих, как «спонтанную идеологию», которую трудней всего уловить. Третий аспект идеологии наиболее важен для Жижека, поскольку именно он формирует тот экран, который защищает от невыносимого столкновения с Реальным. Идеологии работают, чтобы защитить субъекта от Реального, показать современное общество возможным для существования изначально ущербного субъекта. По Жижеку,
Функция идеологии состоит не в том, чтобы предложить нам способ ускользнуть от действительности, а в том, чтобы представить саму социальную действительность как укрытие от некой травматической, реальной сущности.
«Защитный экран» идеологии как во многом схож с неврозами и психозами (психологическими патологиями Фрейда) и работает как «симптом». Поскольку идеология существует на глубинном уровне связи между субъектом и нереализованными желаниями, она имеет власть над людьми. Идеологические установки являются истинными, поэтому они лучше работают как иллюзия. Имея в виду, что даже ложные представления могут играть положительную освободительную роль, Жижек отмечает:
…элементы в наличном социальном порядке, которые – в качестве «вымысла», т.е. «утопических» нарративов о возможных, но нереализовавшихся альтернативных историях, - указывают на антагонистический характер системы, а потому «отстраняют» нас по отношению к самоочевидности его закрепившейся идентичности.
Неустранимая ущербность субъекта оставляет только одну возможность «лечения»: психоанализ. Психоаналитической стратегии служат многочисленные жижековские разборы массовой культуры, в которых несерьезный и непрямой способ аргументации имеет терапевтические цели. В отличие от таких представителей Франкфуртской школы, как Эрих Фромм и Герберт Маркузе, предполагавших наличие в той или иной мере здоровой человеческой психики (деформированной капитализмом и инструментальной рациональностью), Жижек отрицает саму возможность окончательного излечения или освобождения травмированного субъекта.

### Критика мультикультурализма и идеологических феноменов
Анализируя современный капитализм, Жижек обращает внимание на его логику, представляющую собой ловушку: критика капитализма превращается в способ поддержания его стабильности, сам социально-политический порядок предлагает и задействует разнообразные альтернативы в свою пользу. В этом состоит главная опасность капитализма: сохранение идеологической констелляции, внутри которой капитализм может приспособиться к любой культуре, христианской, буддистской, индуистской и т. п. Жижек сравнивает обычного человека, живущего в условиях неолиберального капитализма с королём в конституционной монархии, принимающим формальные решения по всем ключевым вопросам. Внутри господствующей либеральной доксы отсутствуют реальные альтернативы, а существуют лишь имитации вроде «мультикультурализма» — основной идеологии современного капитализма.
Мультикультурализм, как этическое признание и уважение другого, есть причина тех самых проблем, которые он должен решать. Ставшие более частыми в XXI веке проявления национализма, шовинизма, расизма, религиозной нетерпимости и ксенофобии суть элементы, изначально присущие самому мультикультурализму. Несмотря на официальное признание мультикультурализмом множественности и разнообразия культур и сообществ, он все равно сохраняет коммунитаризм как фундаментальную позицию: мультикультуралистский постмодернизм отталкивается от принципа, гласящего, что человек вписан в то или иное культурное сообщество и эти сообщества всегда различны. Снисходительно считая, что он стоит «над» проявлениями шовинизма, расизма и так далее, мультикультурализм не способен воспринимать возможность той же терпимости или отстранённости со стороны других культур.
Жижек анализирует также такие идеологические феномены, как национализм, фашизм, ксенофобии и антисемитизм, которые нельзя осмыслить с помощью рациональной аргументации. Эти идеологии являются для их приверженцев непризнаваемым источником наслаждения (jouissance). Яркий пример — антисемитизм. Исследование «фактов» поведения или «черт» характера евреев есть лишь проявление «паранойи» антисемитизма, поскольку неясно, зачем изучать именно эту группу людей, а не какую-либо другую. Если факты не соответствуют реальности, они только укрепляют предрассудки. Жижек выделяет два элемента в антисемитском расизме: этнический Другой, во-первых, обладает странным и привилегированным доступом к наслаждению; во-вторых, он пытается украсть наше наслаждение. В то же время политика толерантности и гуманистической симпатии не очень эффективна при столкновении с антисемитизмом или мультикультурализмом, который сам является симптомом внутреннего противоречия либеральной идеологии.

### Истина как событие. Политическое действие
Жижек критикует те современные философии, которые сохраняют понятие субъекта в качестве твердого и непротиворечивого основания (посткартезианское изолированное сознание или нормативно регулируемое сообщество Хабермаса), и, следовательно, не могут гарантировать доступ к истине, нравственности или объективности. Жижек провозглашает приверженность универсальной Истине, однако её не следует понимать как верное знание, она не имеет никакой телеологической необходимости. Истина есть политическое событие. Жижек солидаризуется с концепцией Истины-События Алена Бадью, но придаёт ей дополнительное психоаналитическое измерение лакановской этики Реального. Истина относится к травматичному, непредвиденному столкновению в нарративе индивидуальной или коллективной истории, она не вписывается в его ткань, и, в то же время, не может её «расплести».
В поздних работах Жижек дистанцируется от «квазитрансцендентальной» интерпретации Лакана и пытается разработать альтернативу капитализму в сфере политического, хотя политика описывается им в психоаналитической терминологии. Жижек подчеркивает необходимость и важность сохранения перспективы радикальных социальных изменений, отстаивая утверждение, что «капитализм с человеческим лицом» не является единственно возможной и раз и навсегда данной реальностью. В связи с этим Жижек актуализирует девиз 1968 года: «Будь реалистом, требуй невозможного!» Под «невозможностью» подразумевается не столько недостижимость, сколько радикальный разрыв с наличным социально-символическим порядком, который ограничивает возможность альтернатив.
«Воинствующий» левый радикализм Жижека противостоит как правым, так и противникам разделения политики на «левых» и «правых» (сторонникам «третьего пути») и даже левым подходам постмарксизма. Такие проекты, как, например, концепция радикальной демократии Лакло и Муфф, являются слишком оппортунистическими, поскольку поддаются «шантажу» идеологии правых и остаются в либеральном горизонте. Поскольку в современной либеральной доксе господствуют софисты, утверждающие множественность истин, в политике необходимо опереться на истину, что, однако, не означает беспристрастность, а, напротив, предполагает «политику истины», наиболее ярким примером которой является ленинизм. Универсальная истина существует, но лишь в политической борьбе, в той или иной конкретной исторической ситуации. Политика истины противостоит демократии — господству софистов и их мнений, и, следовательно, террористична.
Жижек ссылается на ленинское понимание ключевой роли политической воли и выдвинутую Лукачем идею «решающего момента» (Augenblick) и противопоставляет их более традиционным марксистским концепциям об эволюционном и непрерывном течении истории. Революция не вытекает закономерным образом из социальных процессов, а представляет собой уникальное и беспрецедентное событие. Важным источником вдохновения в этом аспекте является знаменитая работа Вальтера Беньямина «О понятии истории» (1940), трактовка которой сближает Жижека с Ханной Арендт. Беньямин заявил жесткую антиэволюционистскую и антипрогрессистскую позицию: настоящее является точкой «между прошлым и будущим», в которой возможно политическое действие и вмешательство. Жижек вводит понятие революционного акта, который, с опорой на Лакана, определяется как принятие бессмысленности своей жизни и символическая смерть; данный акт априори насильственный. Для Жижека революционный акт не детерминирован прошлым и способен, вопреки фатализму, привести к существенным изменениям в будущем. Поскольку тотальный социально-символический порядок не является объективным и раз и навсегда данным, политическое действие способно изменять социальную матрицу.
Жижек акцентирует внимание на актуализации исторических событий, отвергнутых постмарксистской и постмодернистской доксой: террор Французской и Русской революций, массовое насилие, самосуды, отказ от общепризнанной морали и тому подобное. Не ставя своей задачей проведение систематического анализа для возрождения марксистского проекта, Жижек рассматривает два вида насилия: «субъективное» и «объективное». Субъективное насилие против угнетения и эксплуатации сосуществует с объективным насилием, которое имплицитно всегда присутствует в виде неравенства и несправедливости в господствующем порядке.
Настоящий (аутентичный) революционный акт следует отличать от «ненастоящего». Например, так различались Октябрьская революция и немецкий нацизм. Нацистская революция принципиально избегала социальных антагонизмов и была лишь ещё одним проектом по установлению Символического и целого (расы, нации и так далее) с вынесением вовне социальных антагонизмов (евреи). Настоящая революция же всегда негативна и не несёт положительных общественных изменений, а лишь создаёт предпосылки перехода от состояния непонимания своей неполноценности к чуть большей осознанности — так называемой «отчуждённой субъективности». Реализация утопической полноты невозможна: революционный акт рассматривается Жижеком сугубо в лакановском смысле, как «траверсирование» фантазма в политическом измерении. Даже после совершения подлинного революционного акта сохраняется опасность возврата к начальной точке: независимость субъекта от любой социетальной рациональности условна и ненадежна, поскольку она же фундирует потребительские или фашистские идеологии наслаждения. В отличие от простой интерпретации фантазма, переход сквозь него посредством радикального акта лишь помогает понять, что за фантазмом нет ничего, кроме неустранимой пустоты и нехватки. Выход же за пределы символического порядка невозможен: «радикальное политическое действие» может оказать только терапевтический эффект. Субъект остается отчуждённым, но уже осознаёт свою негативность и «ничтожность», при этом появляются возможности социальной динамики.

## Критика
Сложные и многочисленные работы Жижека содержат массу эпатажных элементов, которые, с одной стороны, способствуют его популярности, а с другой — мешают последовательной критике. Первые критические работы о Жижеке появились только в начале XXI века. Вероятно, наиболее слабый аспект его подхода, схожий, по оценке исследователя Дэвида Уэста, с сектантским марксизмом, состоит в склонности объявлять альтернативные теории невольными «пособниками» господствующего политического порядка.
Большинство критиков обращает внимание на проблематичность конкретных политических следствий из жижековского анализа. Критики указывают, что, несмотря на полемический и политический характер философских взглядов Жижека, изначальная ущербность и неисправимость субъекта плохо совместима с историческим анализом и возможностью политического действия, которое сводится Жижеком к «переходу через фантазм» . Главной мишенью является понятие революционного акта: Жижек неверно понял Лакана и, применяя психоанализ к политическому измерению, пришёл к примитивному и нормативно бессодержательному децизионизму. Так, Эрнесто Лакло отмечает аполитичность и политический нигилизм Жижека. С точки зрения Джудит Батлер,
Если субъект всегда сталкивается со своим пределом в одном и том же месте, тогда субъект остается фундаментально внешним истории, в которой он обнаруживает себя: нет историчности субъекта, его пределов, его выразимости.
Критике подвергался также стиль Жижека, ставилась под сомнение его образованность. Его обвиняли в неправомерном соединении марксизма и лаканианства; в лжефеминизме (Жижек считает революционный акт сущностно женским); в «левом фашизме»; в неверном понимании оппонентов; в противоречиях и антиномиях. В 2013 году состоялась полемика Жижека и американского лингвиста и философа Ноама Хомского, в ходе которой Хомский заявил, что из числа философов Европы Жижек являет собой «крайний пример» пустого интеллектуального «позёрства». Жижек в ответ прокомментировал высказывание Хомского: «Я не знаю никого, кто настолько бы эмпирически ошибался».
«Культовым философом» и «живым классиком психоанализа» называли его в 2024 году на Би-Би-Си.

## Сочинения

### Русские переводы
Книги
- Власть и цинизм // Кабинет: Картины мира А / Пер. с англ. В. А. Мазина. — СПб.: ИНАПРЕСС, 1998. — С. 162—174.
- Возвышенный объект идеологии / Пер. с англ. В. Софронова. — М.: Художественный журнал, 1999.
- Contingency, Hegemony, Universality: Contemporary Dialogues on the Left[англ.]. London and New York: Verso, 2000 (с Эрнесто Лакло и Джудит Батлер). ISBN 1-85984-278-X
- Внутренняя трансгрессия. // Кабинет: Картины мира Ё / Пер. с англ А. Матвеевой. — СПб.: Скифия, 2001. — С. 183—200.
- Добро пожаловать в пустыню Реального[англ.]. — М., 2002. — 160 с. — ISBN 5-7333-0220-8.
- 13 опытов о Ленине. — М.: «Ад Маргинем», 2003. — ISBN 5-93321-071-4.
- То, что вы всегда хотели знать о Лакане (но боялись спросить у Хичкока). — М., 2004. — 336 с. — ISBN 5-8163-0052-0.
- Хрупкий абсолют, или Почему стоит бороться за христианское наследие / Пер. с англ. В. А. Мазина. — М.: Художественный журнал, 2004. — 178 с. — ISBN 5-901116-07-0.
- Ирак: История про чайник. — Издательство «Праксис», 2004. — 224 с. — ISBN 5-901574-41-9.
- Интерпассивность. Желание: влечение. Мультикультурализм / Пер. с англ. А. Смирнова; под ред. В. Мазина и Г. Рогоняна. — СПб.: Алетейя, 2005.
- Устройство разрыва. Параллаксное видение[англ.]. — М., 2008. — 516 с. — ISBN 978-5-9739-0157-8.
- Кукла и карлик. Христианство между ересью и бунтом. — М.: Издательство «Европа», 2009. — 336 с. — ISBN 978-5-9739-0184-4.
- О насилии. — М.: Издательство «Европа», 2010. — 184 с. — ISBN 978-5-9739-0179-0.
- Искусство смешного возвышенного: О фильме Дэвида Линча «Шоссе в никуда». — М.: Издательство «Европа», 2011. — 168 с. — ISBN 978-5-9739-0204-9.
- Размышления в красном цвете. — М.: Издательство «Европа», 2011. — 476 c. — ISBN 978-5-9739-0187-5.
- God in Pain: Inversions of Apocalypse. 2012. — ISBN 978-1-60980-369-8.
- Год невозможного: Искусство мечтать опасно. — М.: Издательство «Европа», 2012. — 272 с. — ISBN 978-5-9739-0212-4.
- Накануне Господина: Сотрясая рамки. — М.: Издательство «Европа», 2014. — 280 с. — ISBN 978-5-9739-0216-2. Сборник статей словенского философа, выпущенный под видом самостоятельной книги.
- Щекотливый субъект: Отсутствующий центр политической онтологии. — М.: Издательский дом «Дело» РАНХиГС, 2014. — 528 C. — ISBN 978-5-7749-0823-3.
- Киногид извращенца. Кино. Философия. Идеология. — Екатеринбург: Гонзо, 2014. — 472 с. — ISBN 978-5-904577-34-6. Сборник статей словенского философа, выпущенный под видом самостоятельной книги.
- Пан(дем)ика! COVID-19 сотрясает мир. — New York and London: OR Books, 2020.

Статьи
- Сосуществование с негативом // Художественный журнал. — № 9. — М., 1996. — С. 79—83.
- Дэвид Линч, или Женская депрессия // Художественный журнал. — № 12. — М., 1996. — С. 58—64.
- Вещь из внутреннего пространства // Художественный журнал. — № 32. — М., 2000. — С. 25—35.
- Кант и Сад: идеальная пара // Трансфер-экспресс. — № 3. — СПб., 2000.
- Киберпространство, или Невыразимая замкнутость бытия // Искусство кино. — № 1. — М., 2000.
- «Матрица», или Две стороны извращения // Искусство кино. — № 6. — М., 2000.
- Заметки о сталинской модернизации // Художественный журнал. — № 36. — М., 2000. — С. 16—23.
- «Что делать?» — 100 лет спустя // Художественный журнал. — № 37/38. — М., 2001. — С. 7—8.
- Возлюби мёртвого ближнего своего // Художественный журнал. — № 40. — М., 2001. — С. 65—69.

## Комментарии
1. ↑  Юргена Хабермаса Жижек считает скрытым представителем постмодернизма.
2. ↑  В ранних работах Жижек использовал теорию идеологических аппаратов государства Луи Альтюссера для анализа идеологий тоталитарных режимов — фашизма и сталинизма; теория выдвигала на первый план ритуалы и практики, а не верования и убеждения.
3. ↑  Вопрос о разграничении объективного и субъективного насилия восходит к различению божественного и мифического насилия у Вальтера Беньямина.